# The Last Showgirl
The Last Showgirl är en amerikansk dramafilm som hade premiär den 20 december 2024. I Sverige hade den premiärvisning på Göteborg Film Festival den 27 januari 2025. Filmen är regisserad av Gia Coppola efter ett manus skrivet av Kate Gersten.

## Handling
Filmen kretsar kring en åldrande dansare i Las Vegas som får sin show nedlagd efter 30 år. Hon försöker efter det återfå kontakten med sin dotter, som hon tidigare inte alltid prioriterat när arbetet kommit i vägen.

## Rollista (i urval)
- Pamela Anderson – Shelly Gardner
- Jamie Lee Curtis – Annette
- Dave Bautista – Eddie
- Brenda Song – Mary-Anne
- Kiernan Shipka – Jodie
- Billie Lourd – Hannah
- Jason Schwartzman – regissör